# Cyprichromis
Cyprichromis ist eine Gattung der Buntbarsche (Cichlidae). Alle Arten der Gattung leben endemisch im Tanganjikasee im Freiwasser in der Nähe des Felslitorals und sind Maulbrüter.

## Merkmale
Die Arten der Gattung Cyprichromis erreichen Körperlängen von 8 bis 15 Zentimeter. Sie sind langgestreckt und seitlich nur wenig abgeflacht. Der Körper ist mit Kammschuppen bedeckt und bei allen Arten sehr variabel gefärbt. Der hintere Rand der Schwanzflosse ist deutlich konkav. Anders als die Arten der Gattung Limnochromis haben diese Arten keinen Fleck auf dem Kiemendeckel. Der Schlundknochen besitzt eine Reihe von Schlundzähnen.

## Arten
Die Gattung besteht derzeit aus fünf Arten:
- Cyprichromis leptosoma (Boulenger, 1898)
- Cyprichromis microlepidotus (Poll, 1956)
- Cyprichromis pavo (Büscher, 1994)
- Cyprichromis zonatus (Takahashi, Hori & Nakaya, 2002)
- Cyprichromis coloratus (Takahashi & Hori, 2006)